# Silvanoprus tenuicollis
Silvanoprus tenuicollis es una especie de coleóptero de la familia Silvanidae.

## Distribución geográfica
Habita en Sumatra y Singapur.